# Pedro Antequera Azpiri
Pedro Antequera Azpiri (Madrid, 29 de junio de 1892-Madrid, 11 de septiembre de 1975) fue un pintor y polifacético artista gráfico español.

## Trayectoria vital
En la década de 1920, Pedro Antequera trabaja en San Sebastián como director artístico de la empresa de productos químicos, Lizariturry y Rezola, diseñando el cartel clásico del jabón Lagarto. En 1934 surge la amistad con David Álvarez Flores, la guerra hace regresar a ambos a Madrid el 18 de julio de 1936. Los dos luchan en el bando republicano. Durante la contienda colabora con el diario católico El Debate, después en el diario Política como redactor y dibujante, sus artículos están dedicados a las manifestaciones artísticas desarrolladas durante la contienda.
Al igual que otros muchos, Pedro Antequera y David Álvarez continuaron su labor artística dentro de la prisión.
Salió de prisión en 1943. Durante los años cuarenta continúa colaborando con sus dibujos y textos en La Nación de Buenos Aires, como antes de la guerra. En los cincuenta retomó su colaboración con ABC y Blanco y Negro, gracias a la amistad que mantenía con su director Juan Ignacio Luca de Tena. Nuevas exposiciones como la de marzo de 1952 en el Círculo de Bellas Artes con sus óleos y dibujos, entre los que destacan las escenas costumbristas y callejeras de Madrid.
Destacó por sus cuadros a vista de pájaro, tal como a él le gustaba llamarlos, entre ellos Partido de pelota, Recorriendo las Estaciones, Un baile en los Cuatro Caminos, Romería vasca, Regatas de traineras, Una boda en el Buen Pastor, Un partido de rebote, Caras y Caretas. Publicó diferentes obras escritas, entre ellas La publicidad artística para todos y un libro de método de dibujo infantil: Dibuja y pintarás.
Dejó su huella en las páginas de La Esfera, Blanco y Negro, Caras y Caretas (Buenos Aires), La Voz de Guipúzcoa (San Sebastián), Excelsior (Bilbao), Advertising Displays (Londres) y La Nación (Buenos Aires).

## Documentación bibliográfica
- Caricaturas entre rejas, El País, 26 de enero de 2011.
- Pedro Antequera Azpiri, Auñamendi Eusko Entziklopedia.
- Secretaria de Estado de Cultura, 19 de abril al 30 de mayo de 2010.
- Pedro Antequera Azpiri, La historia de la publicidad.
- Dos dibujantes en las cárceles franquistas de posguerra Archivado el 14 de mayo de 2014 en Wayback Machine., Diputación Foral de Guipúzcoa, Mikel Lertxundi Galiana.
- Gran Enciclopedia de España, Edición impresa.
- Enciclopedia Espasa Calpe (Apéndice "A"), Edición impresa.

- Datos: Q6068133
- Multimedia: Pedro Antequera Azpiri / Q6068133